# Nicolaus Joachim Guilliam Evers

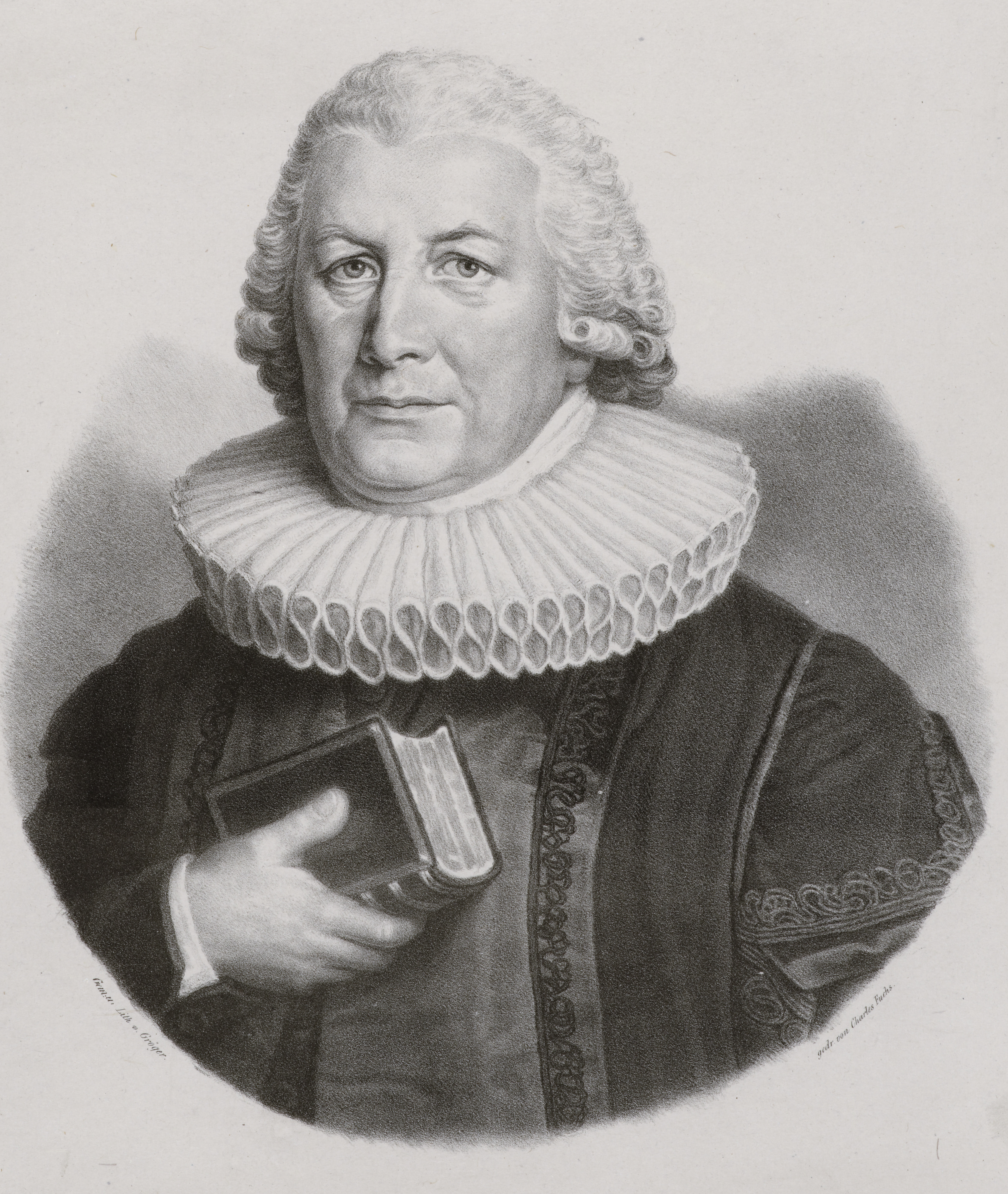
Nikolaus Joachim Evers

Nicolaus Joachim Guilliam Evers (* 3. April 1766 in Hamburg; † 21. März 1837 ebenda) war ein deutscher evangelisch-lutherischer Geistlicher und Autor.

## Leben
Nicolaus Joachim Guilliam Evers war eines von zehn Kindern von Daniel Konrad Heinrich Evers (1721–1784), Prediger an der Michaeliskirche, und dessen Frau Anna Margarethe, geb. Köpke. Er besuchte die Gelehrtenschule des Johanneums sowie ab 1782 das Hamburger Akademische Gymnasium und studierte dann Evangelische Theologie und Philosophie an der Universität Jena sowie ab 1788 als Stipendiat des Jungius-Stipendiums an der Universität Göttingen. Am 30. April 1790 wurde er nach bestandenem Examen unter die Kandidaten des Hamburgischen Geistlichen Ministeriums aufgenommen. Noch im selben Jahr erhielt er seine erste Pfarrstelle als Nachmittagsprediger an der Kirche auf dem Hamburger Berg, dem jetzigen St. Pauli.
Am 8. Dezember 1793 wurde er zum Diaconus (3. Pastor) an die Hauptkirche Sankt Jacobi berufen, später wurde er hier Archidiaconus (2. Pastor).
Evers galt als „beliebter Kanzelredner“ und Vertreter des Rationalismus In dem von Bernhard Klefeker von 1808 bis 1819 herausgegebenen Homiletischen Ideenmagazin verantwortete er die Behandlung der Epistel-Perikopen für das ganze Jahr. Seine besonderes Interesse galt dem Gesangbuch und dem Erhalt bzw. der Wiederbelebung des in der Aufklärungszeit vernachlässigten Gemeindegesangs. Dazu veröffentlichte er zunächst 1811 sein Gesangbuch zum Schulunterricht und häuslichen Gebrauch für die Jugend, insbesondere in Hamburg, das drei Auflagen erlebte, 1812 eine Anleitung zur Kenntnis und Feier der Festtage im Kirchenjahr und 1817/18 seine Sammlung geistlicher Lieder zur Erheiterung und Beruhigung unter den Übeln und Leiden des Lebens. Schon in der Vorrede zum Gesangbuch zum Schulunterricht hatte er deutlich werden lassen, dass sein langfristiges Ziel die Revision des seiner Meinung nach sehr defizitären Hamburgischen Gesangbuches von 1787 war. So war denn eine Krönung seines Lebenswerks von 1832 bis zu seinem Tod die Mitarbeit am neuen Hamburgischen Gesangbuch, das allerdings erst 1843 erschien.
Seit dem 29. Januar 1795 war er verheiratet mit Maria Amalia, geb. Liebrecht, einer Tochter des Predigers an St. Michaelis Johann Matthias Liebrecht. Das Paar hatte neun Kinder, von denen ihn ein Sohn und fünf Töchter überlebten. Der Sohn Wilhelm Evers wurde gleichfalls Pastor und zweiter Diaconus an der Hauptkirche Sankt Katharinen, starb jedoch schon 1852.

## Erinnerung

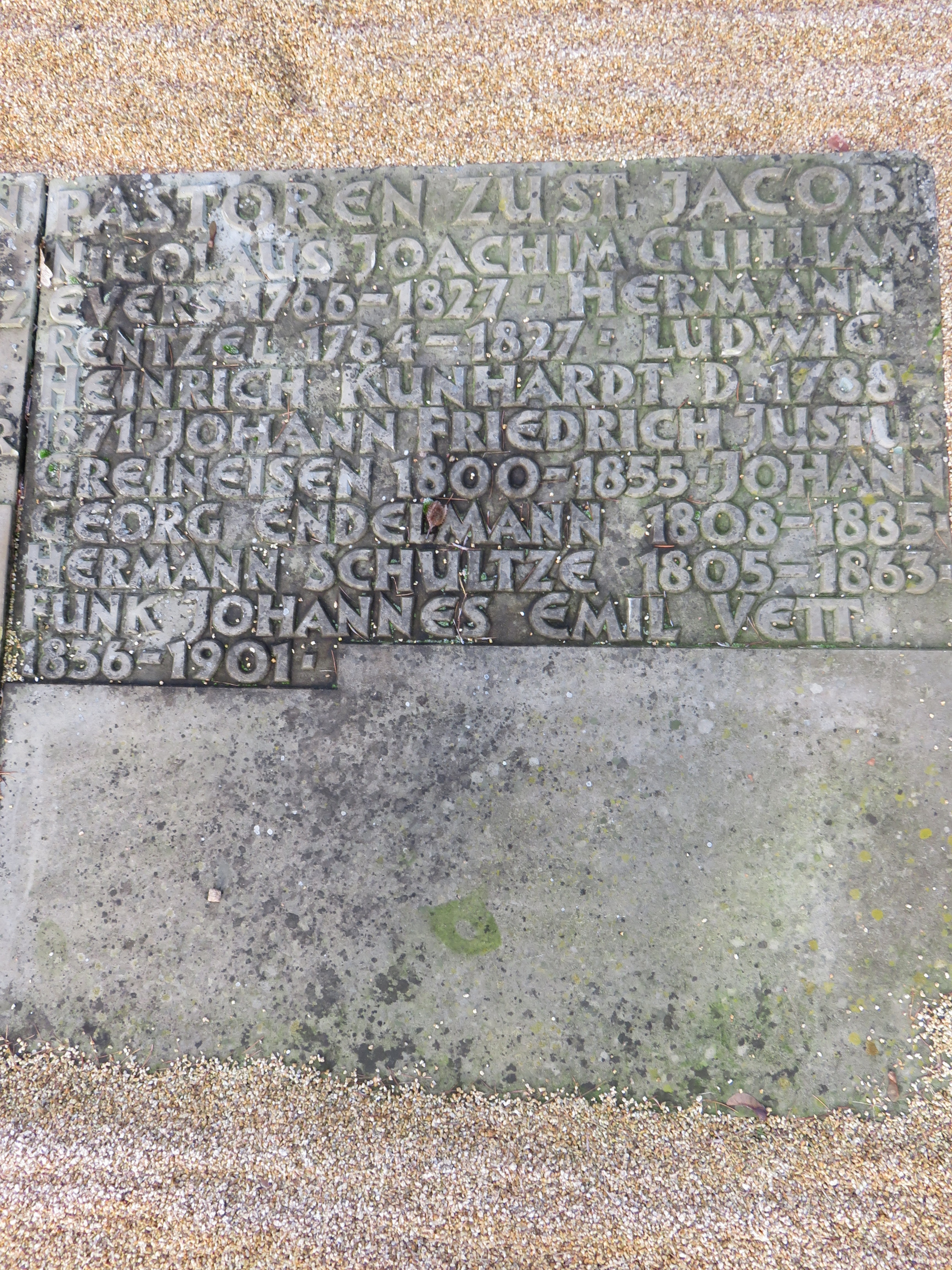
Sammelgrabplatte Pastoren an St. Jacobi

An Nicolaus Joachim Guilliam Evers erinnert die Sammelgrabplatte der Pastoren an St.Jacobi auf dem Althamburgischen Gedächtnisfriedhof des Ohlsdorfer Friedhofs.

## Schriften
Neben einer ganzen Reihe von Predigten und Kasualreden, Aufsätzen und Rezensionen veröffentlichte Evers:
- Gesangbuch zum Schulunterricht und häuslichen Gebrauch für die Jugend, insbesondere in Hamburg. Hamburg 1811; 2. Auflage 1823; 3. Auflage 1839

Noten zu diesem Gesangbuche, insbesondere die schweren Melodieen enthaltend. Hamburg 1811 (Querformat)
- Anleitung zur Kenntniß und würdigen Feier der Festtage und Festzeiten in der christlich-protestantischen Kirche. Hamburg 1812
- (Hrsg.) Franz Schulze's Predigten. Nach dem Tode des Verfassers, nebst einer kurzen Schilderung seines Lebens, Charakters, wie auch einigen von seinen Gedichten. 2 Bände, Hamburg 1814
- Anleitung zur Kenntniß und zum zweckmäßigen Gebrauche der Bibel für Christen, welche dieselbe nur zu ihrer Erbauung lesen. Hamburg 1816
- Sammlung geistlicher Lieder zur Erheiterung und Beruhigung unter den Übeln und Leiden des Lebens. 3 Bände, Hamburg 1817, 1818
- Über die Liederdichter und Melodieen des hamburgischen Gesangbuchs. Hamburg: Herold 1833